# Parc national Insurgente Miguel Hidalgo y Costilla
Le parc national Insurgente Miguel Hidalgo y Costilla (anglais : Parque nacional Insurgente Miguel Hidalgo y Costilla) est un parc national du Mexique situé dans l'État de Mexico et le District fédéral. Cette aire protégée de 15,8 km2 a été créée en 1936.